# Riebristyj
Riebristyj (ros. Ребристый) – osiedle w Rosji, w obwodzie swierdłowskim, w rejonie niewjańskim. W 2010 liczyło 877 mieszkańców.